# 犯罪意識
在普通法刑法理論中，犯罪意識（拉丁語：/ˈmɛnz ˈreɪə/ 等同英語：；简称犯意，又譯犯罪心態、犯罪意念、犯罪意圖、犯罪故意等）是指一個犯下罪行個人自身意識的精神狀態；或對個體作為（或不作为）會導致罪行產生具有的明知/認知。這個元素是在許多罪案上被考慮為一個其構成所必要的要素。該元素與犯罪行為，是主客觀方面共同構成犯罪的兩個基本要素。
對於刑事責任的普通法測定範式可以用以下拉丁語短句概述： ,即意為「除非在意識心理上有罪，否則該行為不應受罪罰」。基於一般法則，沒有意識過錯的行為人士，在刑法上是不承擔責任。而例外情況則被稱之為「嚴格責任犯罪」（strict liability crimes）。 另外，當一個人蓄意造成傷害，但由於不當目的或其他因素，引致該意圖由原意圖針對的受害人，轉向非原意圖針對的受害人，如此產生的結果就會被認定為一個 「蓄意轉移」（transferred intent）的司法問題:63–64。
在一些司法轄區裡， 和  這個指稱會被其他替代術語所取代使用:95:84。

## 應受罪罰的模式
合乎罪行判定的精神狀態類型，取決於不同司法轄區所遵循其普通法傳統的刑法標準而定。
在民法範疇裡，對諸如違約或侵权行为裡的法律責任判定，通常並不需要主觀心理因素作為構成要素。但假如一個侵權行為是故意意圖下造成或一個合約被故意地違反的情況下，這些因素構成則可增加（被告方） 「法律責任範圍」（scope of liability；Proximate cause） 和對原告人可支付的損害賠償。
犯罪意識的分級及內部各定義區分，在不同司法轄區都有不同。儘管普通法源自英格蘭，每個司法轄區因其自身判例和法例的不同，普通法有關應受罪罰的部分也各有所異。

### 英格兰和
- 直接蓄意（direct intention）：行為人對其行為的後果具有清晰預見，並且渴望後果發生。其目標或意圖即為達成後果（諸如死亡）。
- 傾向蓄意（oblique intention）：結果是幾乎肯定發生的後果、或者是被告人的行為的一項「幾乎當然(virtual certainty)」，並且被告人樂見如此狀況。
- 明知：行為人知道，或應當知道，其作為的結果理應會發生。
- 輕率：行為人預見特定後果可能發生而繼續其作為，不在意這些後果是否真實發生。
- 有罪疏忽（criminal negligence）：行為人未實質預見其行為可能帶來的特定後果，但是一個理性自然人在相同情形下應當能夠預見這些後果。

### 美国
自《模範刑法典》1957年出版以來，其對犯意的陳述便在全美國對於當受譴責性的討論中具有高度的影響力。  如下即為模範刑法典中犯意的幾個層級:
- 嚴格責任：行為人參與了作為，然而其意識卻與之無關。在模範刑法典 2·05 章節下，這樣的犯意可能只適用於禁止的作為僅是違規，例如民事侵犯（英语：civil infraction）。
- 疏忽
- 輕率
- 明知
- 帶有目的（purposefully）：行為人有具有參與作為的「清醒目標」並且相信或希望所涉情形存在。

除了嚴格責任，其他類型的犯意都定義於模範刑法典的 2·02(2) 章節。

### 苏格兰
- 蓄意: 被告方出於自身意願做出犯罪行為，其對該行為裡自己所採取的行動和所造成後果，是完全知悉。這一個屬於判定謀殺和傷害行為的必要因素。
- 魯莽: 被告方意識到犯罪行為可能具潛在危險，但未有考慮到其所造成後果，例如，在非自願意識下應受罪責的謀殺（英语：culpable homicide）情況裡（存在該因素）。

### 加拿大
據加拿大最高法院裁定，各類型犯罪行為（的成立）需按照加拿大權利與自由憲章最低要求，有相應的精神狀態（問題成立）判定。例如，謀殺類型的罪行（如成立），必須（判定）至少包含一個主觀預見死亡（後果）的精神狀態。對於以監禁形式作為制裁手段的（如成立）罪行， （司法程序內）必需具有盡職調查的辯護（過程）條件。

### 
在檢控起訴裡每項控罪都需要證明具有犯罪意識。假如是一項普通法控罪，犯罪意識（判定）是由關聯判例所認定 (DPP v Morgan [1976] AC 182). 若控罪屬成文立法所定義，則所必需的犯罪意識因素，就要由對立法意圖的解讀來認定。這些因素必須完全構成控罪的成立。

### 印度
在印度刑法典（1860年）中對於「犯罪意識」，列出有定罪的定義、法律責任的一般條款、免於法律責任的條款以及對各類定罪的刑罰規例。立法機關未有採用犯罪意識因素的普通法原則來定義這些罪由。不過立法者們更偏好採用多個不同代稱，表述回法定要求的 「邪惡意圖」或 「犯罪意識」 ，將其當作一個特定控罪的單一本質元素引入法律當中。

### 伊斯蘭教法
在伊斯蘭教法當中，「意圖」（niyya）被視作一個標準，以判讀一項刑事行為是屬可被懲罰還是屬可被寬恕，或到底對於該行為的刑罰是屬預先定論 (ḥadd) 的還是可任意定論的 (taʿzīr)。在被告方所犯下罪行的意圖（標準）被納入審理考慮時，才可以判定被告方有罪。

## 延伸閱讀
- Dubber, Markus D. . Foundation Press. 2002.
- Badar, Mohamed Elewa. . Hart Publishing. 2013  [2020-09-01]. （原始内容存档于2021-05-01）.
- Knoops, G.-J. A. . Brill. 2017  [2020-09-01]. （原始内容存档于2021-04-29）.

## 外部連接
- Criminal Responsibility and Intent （页面存档备份，存于）
- Mens Rea: The Need for a Meaningful Intent Requirement in Federal Criminal Law: Hearing before the Over-Criminalization Task Force of 2013 of the Committee on the Judiciary, House of Representatives, One Hundred Thirteenth Congress, First Session, July 19, 2013.